# Génie militaire canadien
Pour les articles homonymes, voir GMC (homonymie) et Génie militaire (homonymie).
Le Génie militaire canadien (GMC) (Canadian Military Engineers en anglais) est la branche du génie militaire des Forces armées canadiennes. Celui-ci est connu en tant que le Corps du génie royal canadien (GRC) (Corps of Royal Canadian Engineers en anglais) au sein de l'Armée canadienne.

## Histoire

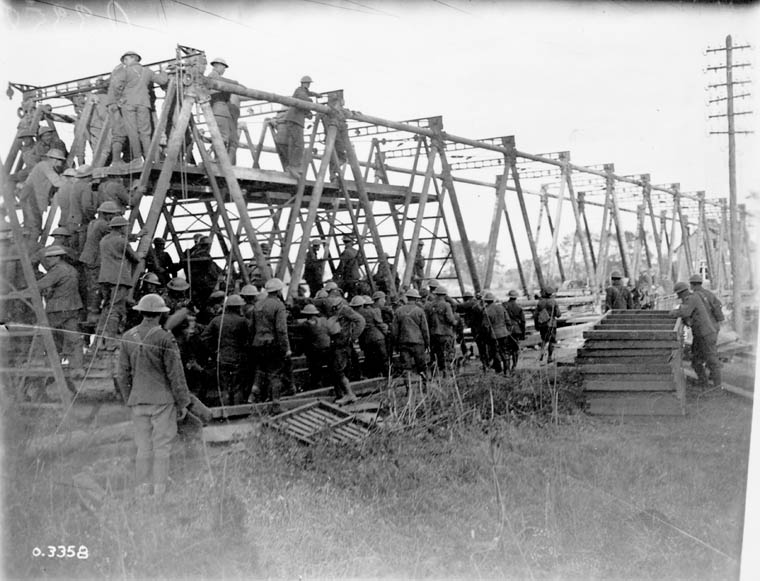
Des soldats du génie militaire canadien construisant un pont sur le canal du Nord en septembre 1918

## Unités

### Force régulière
| Unité                                           | Base                                 |
| ----------------------------------------------- | ------------------------------------ |
| École du génie militaire des Forces canadiennes | BFC Gagetown (Nouveau-Brunswick)     |
| 1 Combat Engineer Regiment                      | BFC Edmonton (Alberta)               |
| 2 Combat Engineer Regiment                      | Petawawa (Ontario)                   |
| 4e Régiment d'appui du génie                    | BFC Gagetown (Nouveau-Brunswick)     |
| 5e Régiment du génie de combat                  | BFC Valcartier (Québec)              |
| 4 Construction Engineer Squadron                | BFC Cold Lake (Alberta)              |
| 8 Construction Engineer Squadron                | BFC Trenton (Ontario)                |
| 1re Unité d'appui du génie                      | BFC Kingston (Ontario)               |
| Service de cartographie                         | Ottawa (Ontario)                     |
| Pompiers des Forces canadiennes                 | BFC Borden (Ontario)                 |
| Troupe de construction navale du Pacifique      | BFC Esquimalt (Colombie-Britannique) |
| Troupe de construction navale                   | BFC Halifax (Nouvelle-Écosse)        |

### Première réserve
| Unité                             | Base                                                                    |
| --------------------------------- | ----------------------------------------------------------------------- |
| 31 Combat Engineer Regiment       | St. Thomas (Ontario)                                                    |
| 32 Combat Engineer Regiment       | Toronto (Ontario)                                                       |
| 33 Combat Engineer Regiment (en)  | Ottawa (Ontario)                                                        |
| 34e Régiment du génie de combat   | Westmount (Québec)                                                      |
| 35e Régiment du génie de combat   | Québec (Québec)                                                         |
| 36 Combat Engineer Regiment       | Halifax et Sydney (Nouvelle-Écosse)                                     |
| 37 Combat Engineer Regiment       | Saint-Jean (Terre-Neuve-et-Labrador) et Fredericton (Nouveau-Brunswick) |
| 38 Combat Engineer Regiment       | Winnipeg (Manitoba) et Saskatoon (Saskatchewan)                         |
| 39 Combat Engineer Regiment       | Chilliwack (Colombie-Britannique)                                       |
| 41 Combat Engineer Regiment       | Edmonton (Alberta)                                                      |
| 14 Construction Engineer Squadron | Bridgewater (Nouvelle-Écosse)                                           |

## Annexe